# Rio Frio (Bragança)
Rio Frio ist ein Ort und eine ehemalige Gemeinde (Freguesia) im portugiesischen Kreis Bragança. Die Gemeinde hatte 204 Einwohner (Stand 30. Juni 2011).
Am 29. September 2013 wurden die Gemeinden Rio Frio und Milhão zur neuen Gemeinde União das Freguesias de Rio Frio e Milhão zusammengeschlossen. Rio Frio ist Sitz dieser neu gebildeten Gemeinde.